# Astrid Kafka-Lützow
Astrid Kafka-Lützow (* 28. März 1937 in Dohna; † 19. Februar 2018) war eine deutsch-österreichische Physiologin und Hochschullehrerin.

## Leben
Astrid Kafka-Lützow floh 1949 aus der DDR und besuchte das Allgäu-Gymnasium Kempten sowie die Gymnasien in Kempten und Wuppertal. Sie studierte in Wien Medizin und arbeitete im Labor von Wilhelm Auerswald. Nach ihrer Promotion 1964 wurde sie Assistenzärztin am Institut für Allgemeine und Vergleichende Physiologie. Kafka-Lützow forschte auch am Carl-Ludwig-Institut für Physiologie der Universität Leipzig, dem Institute of Ophthalmology des University College London und am National Eye Institute des National Institutes of Health. Nach ihrer Habilitation über funktionelle Untersuchungen an der Netzhaut des Auges im Jahr 1971 arbeitete sie am Wilhelminenspital. 1981 wurde Kafka-Lützow Professorin für Physiologie an der Medizinischen Fakultät der Universität Wien. Außerdem war sie Vorstand des Instituts für Allgemeine und Vergleichende Physiologie und von 1999 bis 2002 Studiendekanin der Medizinischen Fakultät. 2005 wurde sie emeritiert. Im Jahr 2000 wurde sie als Teacher of the Year ausgezeichnet. Außerdem war sie Präsidentin der Österreichischen Physiologischen Gesellschaft und Ehrensenatorin der Medizinischen Universität Wien sowie Ehrenmitglied der Österreichischen Gesellschaft für Arbeitsmedizin.
Kafka-Lützow forschte während ihres Studiums an der Physiologie von Hämostase und Fettstoffwechsel. Später widmete sie sich der Funktionsweise der Netzhaut und entwickelte das Modell der isolierten Retina. Im Bereich der Arbeitsphysiologie beschäftigte sie sich mit den optimalen Lichtverhältnissen, auch im Hinblick auf Bildschirmarbeit.